# ديراي مكيسون
 ديراي مكيسون (ولد في 9 يوليو 1985) ناشط أميركي في مجال الحقوق المدنية ، ومدير بودكاست ، ومدير مدرسة سابق. كان داعمًا مبكرًا لحركة حياة السود مهمة ، وقد كان نشطًا في الاحتجاجات في فيرجسون و ميزوري و بالتيمور و ماريلاند وعلى وسائل التواصل الاجتماعي مثل تويتر وإنستغرام. كتب مكيسون أيضًا لـهافينغتون بوست  و الغارديان. إلى جانب جونيتا إلزي، وبريتاني باكيت، وصموئيل سينيانغوي، أطلق مكيسون حملة صفر ، وهي منصة سياسية لإنهاء عنف الشرطة.
مكيسون هو مؤلف كتاب على الجانب الآخر من الحرية: حالة الأمل، وهو مذكرات عن حياته و مشواره كمنظم لحياة السود مهمة.

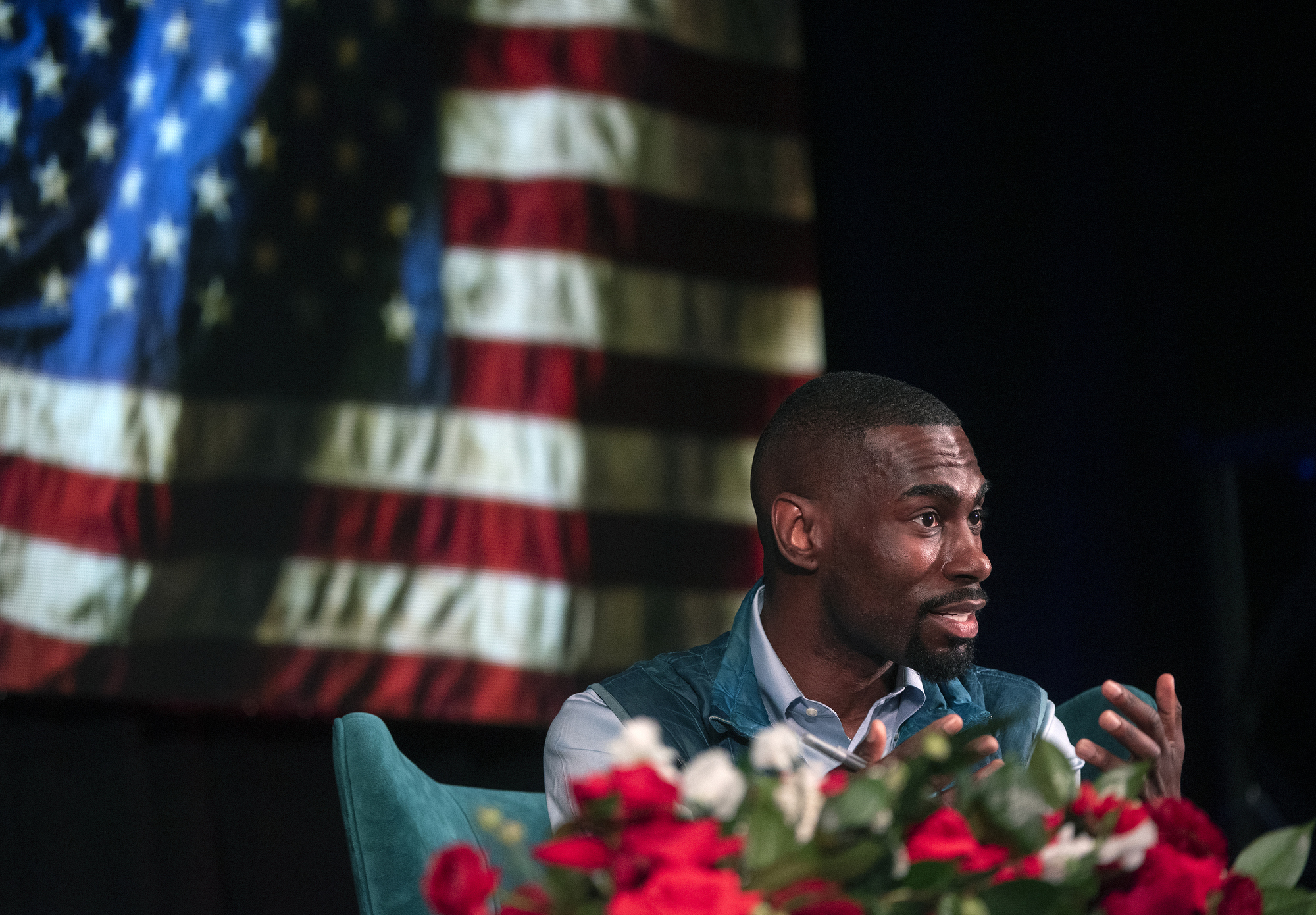
مكيسون في 2019

## روابط خارجية
- ديراي مكيسون على موقع IMDb (الإنجليزية)
- الموقع الرسمي
- هذه هي الحركة
- نحن المتظاهرون
- رسم خرائط عنف الشرطة